# Frithiof Holmgren

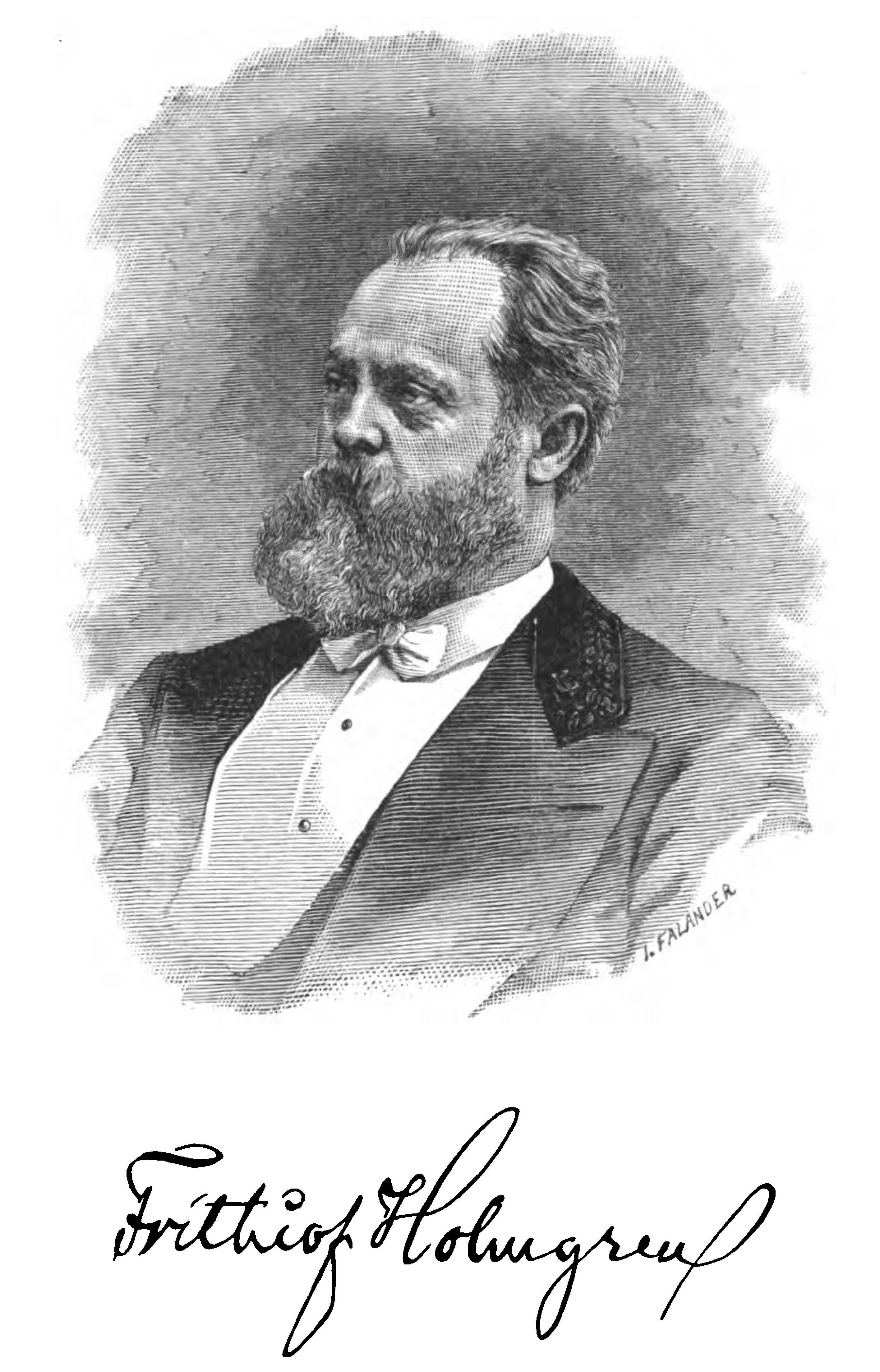
Frithiof Holmgren. Xylografi av Ida Falander (1882).

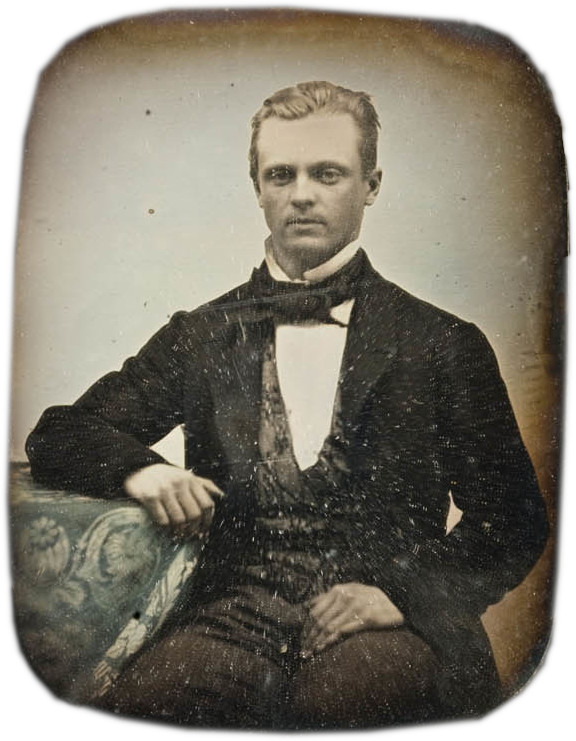
Mansporträtt. Porträtt av professor Frithiof Holmgren - Nordiska museet - NMA.0051836 1

Alarik Frithiof Holmgren, född den 22 oktober 1831 i Västra Ny, Östergötlands län, död den 14 augusti 1897 i Uppsala, var en svensk fysiolog och professor. Han var bror till Hjalmar, Albert och August Holmgren.

## Karriär
Holmgren blev medicine doktor 1861 och var en pionjär i att till Sverige införa den moderna medicinska fysiologin från främst Tyskland, dit han gjorde många studieresor i början av 1860-talet. Han studerade bland annat för Ernst von Brücke och Carl Ludwig. Sina influenser hämtade han främst från fysiologer som Emil du Bois-Reymond, Hermann von Helmholtz och Claude Bernard. och 1862 upprättade han i Uppsala det första fysiologiska laboratoriet i Norden.
År 1864 utsågs Holmgren till Sveriges första professor i fysiologi, den första professuren i detta ämne i Norden. År 1867 lyckades även på Holmgrens initiativ med medel ur Regnells fond det första fysiologiska institutet byggas.

## Forskning och undervisning
Hans främsta forskning berörde näthinnan och färgblindhet som gjorde honom internationellt känd. Han utarbetade det så kallade ullgarnsprovet med olikfärgade sefirgarnsdockor för att påvisa färgblindhet. Metoden fick stor betydelse inom praktisk läkarverksamhet liksom för ett omfattande spektrum samhällsverksamheter, framför allt kommunikation som sjöfart, järnvägs- och vägtrafik.
I samband med debatten om halshuggning var en smärtfri avrättningsmetod eller inte var Holmgren närvarande vid fyra halshuggningar vid tre tillfällen mellan åren 1876 och 1887. Hans slutsats var att medvetandet upphörde så snabbt att huvudet inte hann uppfatta någon smärta.
Holmgren var inte minst känd som en av sin tids mest framstående lärare vid Uppsala universitet. Av hans elever blev två professorer i samma ämne: Magnus Blix i Lund och Hjalmar Öhrwall i Uppsala. Han var ledamot av Kungliga Vetenskapsakademien från 1880.

## Författare
Holmgren var en känd vältalare och även poet. En strof ur ett av hans tal, det till basaren för Skandinavisk-etnografiska samlingen den 20 mars 1879, finns inhugget på en av de två stenobeliskerna utanför Nordiska museet i Stockholm: ”Den dag kan gry då allt vårt guld ej räcker att forma bilden af den svunna tid”. Han var inspektor för Östgöta nation och mycket engagerad i frågan om studentidrott. 

## Privatliv
Holmgren var sedan 1869 gift med författarinnan och kvinnosakskämpen Ann Margret Tersmeden, dotter till kammarherren Jacob Nils Tersmeden på Hässle. Makarnas hem, Villa Åsen, utgjorde i mycket en centralpunkt för akademins liberalare och radikalare krafter. Frithiof och Ann Margret Holmgren hade åtta barn, däribland läkaren och professorn Israel Holmgren och marinofficeren Björn Frithiofsson Holmgren (båda även riksdagsmän), elpionjären Torsten Holmgren och professorn Gunnar Holmgren samt dottern Greta Holmgren, författare. Frithiof Holmgren ligger begravd tillsammans med sin hustru Ann Margret på Uppsala gamla kyrkogård.

## Priser och utmärkelser
- 1880 – Ledamot av Kungliga Vetenskapsakademien
- 1895 – Kungliga priset